# Chalet Marie-Louise
Le chalet Marie-Louise est situé à Vichy (France).

## Localisation
Le chalet est situé sur la commune de Vichy, au 109 boulevard des États-Unis, dans le département de l'Allier, en région Auvergne-Rhône-Alpes.

## Description
Le chalet Marie-Louise s'élève entre les chalets de l'Empereur et de Clermont-Tonnerre, avec lesquels il communique par une galerie souterraine permettant de faire passer les plats cuisinés. De plan carré, son gros œuvre se compose de fausses briques dessinant un damier jaune et ocre. Galeries et balcons en bois. Les élévations extérieures ont conservé leur décor d'origine. La façade sur rue comporte deux niveaux de galeries en bois sur poteaux, avec frises de corniches et de balcons à denticules et pointes de lances en bois découpé. Treillage ajouré sous l'avant-toit. Garde-corps de balcons à balustres plats en bois découpé. La porte d'entrée de la façade sur parc est à vantail ajouré de vitraux, et protégée par un auvent formant balcon au premier étage. À l'intérieur, le dallage du vestibule est en pierre blanche polygonale frappée de cabochons noirs en quinconce. Historiquement, il s'agit ici du premier chalet habité par l'Empereur avant sa demande d'un chalet avec balcon donnant sur le parc. Il est également le seul chalet à avoir conservé la totalité de son décor extérieur d'origine. Il s'agit du chalet le plus authentique de la série.

## Historique
Napoléon III confie à l'architecte Jean Lefaure la réalisation d'une villa pour ses séjours à Vichy. En 1863, son officier d'ordonnances, le comte de Clermont-Tonnerre, fait construire un chalet dans lequel est logée une partie de la suite de l'Empereur et de ses services. Sept chalets seront construits, répondant aux besoins impériaux durant ses séjours à Vichy. Le chalet de Clermont-Tonnerre est le premier de la série.
Il est inscrit au titre des monuments historiques par arrêté du 15 janvier 1990.

## Galerie

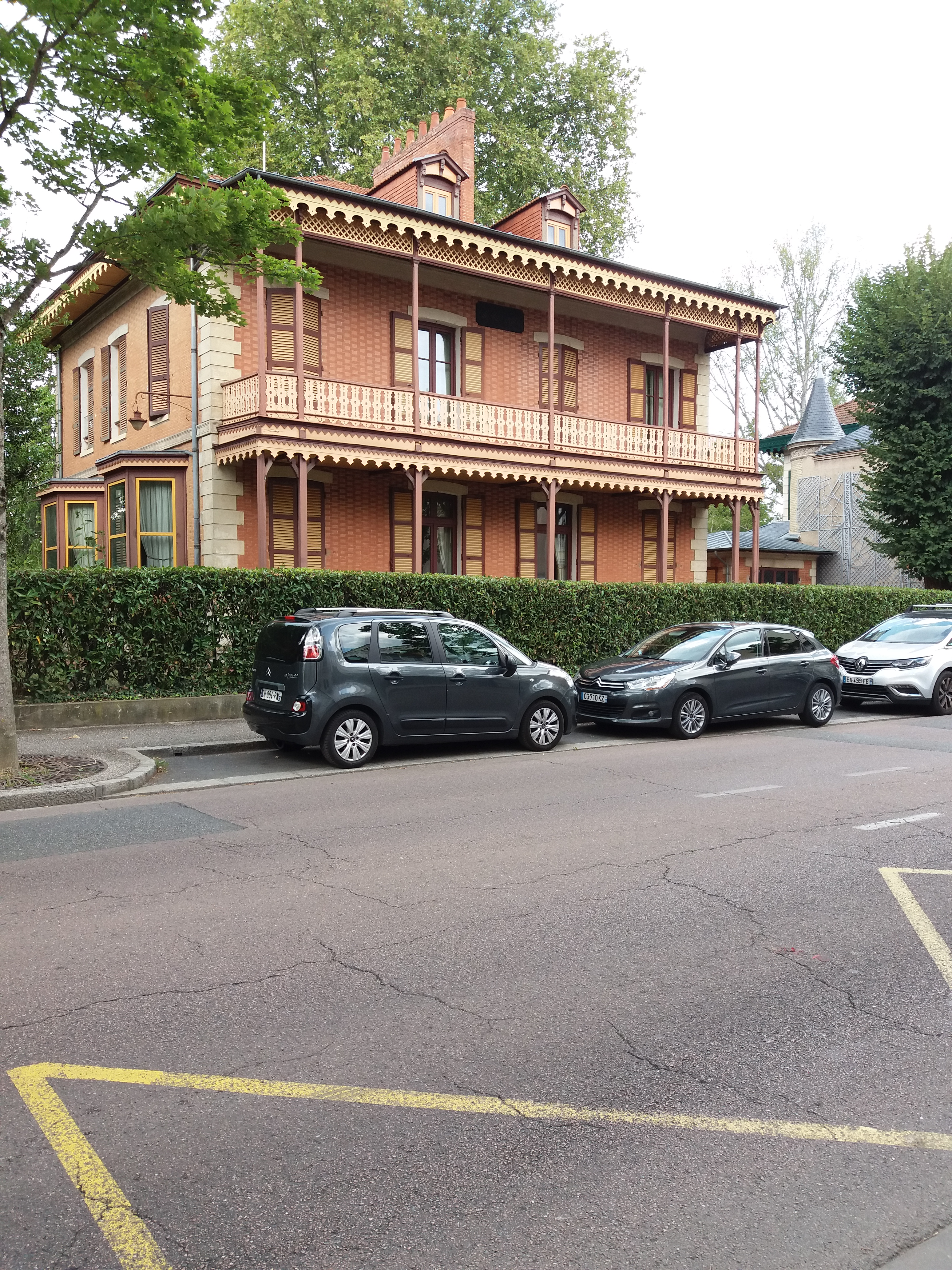